# بريسكان (فسارود)
بريسكان (بالفارسية: بریسکان) هي قرية تقع في إيران في البلدة المركزية. يقدر عدد سكانها بـ 848 نسمة بحسب إحصاء 2016.